# Диборид пентапалладия
Диборид пентапалладия — бинарное неорганическое соединение
палладия и бора
с формулой Pd5B2,
кристаллы.

## Получение
- Сплавление стехиометрических количеств чистых веществ:

{\displaystyle {\mathsf {5Pd+2B\ {\xrightarrow {1115^{o}C}}\ Pd_{5}B_{2}}}}

## Физические свойства
Диборид пентапалладия образует кристаллы
моноклинной сингонии,
пространственная группа C 2/c,
параметры ячейки a = 1,2787 нм, b = 0,4955 нм, c = 0,5472 нм, β = 97,03°, Z = 4
.